# Ceca show
Ceca show je srbska resničnostna televizijska oddaja, ki se osredotoča na osebno in poklicno življenje družine Ražnatović, v ospredje pa je postavljena pop-folk pevka Svetlana Ražnatović - Ceca. Oddaja je predvajana enkrat tedensko na beograjski televiziji Blic. 
Predvajanje prve sezone resničnostne oddaje se je začelo 7. oktobra 2022, in sicer v Srbiji, Črni gori in Bosni in Hercegovini.  Gledanje oddaje je omogočeno tudi v ostalih državah nekdanje Jugoslavije na aplikacijah KlikTV in ArenaCloud. 
Julija 2023 je bila potrjena novica o snemanju druge sezone šova.  28. februarja leta 2024 dnevnik Blic razkrije, da se bo predvajanje druge sezone začelo 1. marca. 
Sedmega septembra 2024 je bil objavljen napovednik o snemanju tretje sezone šova. Tretja sezona je predvajana v novem terminu - vsako sredo ob 22. uri. 

## Zgodovina
Informacijo o snemanju prvega resničnostnega šova Cece Ražnatović je 5. septembra leta 2022 objavila srbska revija Scandal.  Dan kasneje je portal Hello magazina razkril, da se je snemanje oddaje začelo že junija in da so nekatere epizode posnete v različnih državah Evrope, med drugimi tudi na Cipru, v Črni gori in Bosni in Hercegovini.  Časnik Blic je poročal, da se bo Cecin šov predvajal na novi Blic televiziji, ki bo začela oddajati 3. oktobra.  Do konca septembra je bilo razkrito, da bo Ceca v oddaji predstavila, kako poteka snemanje njenega novega albuma, kako se pripravlja na koncerte po Evropi pa tudi kam hodi na počitnice in zasebna potovanja.  Adria TV je poročala, da se bodo v resničnostni oddaji pojavili tudi člani širše Cecine družine, njeni prijatelji in sodelavci.  Portal Blic je 28. septembra razkril, da bo Cecin šov predvajan enkrat tedensko, in sicer ob petkih zvečer.  Portal Nemazabranjenih je 30. septembra razkril, da bo Cecin šov deloma tudi dokumentarna oddaja, saj bodo v njej prikazani najbolj odmevni dogodki iz pevkine preteklosti.   Prvi uradni napovednik za resničnostno oddajo je bil objavljen 5. oktobra.  Napovednik je bil dan kasneje objavljen tudi na Cecinem YouTube kanalu.  O dogodkih iz Cecina šova so poročali tudi slovenski mediji. 
Oddaja se je od 12. maja leta 2023 predvajala v novem terminu - vsak petek ob 20.15 uri.  Ponovitev prve sezone šova je predvajana med 3. julijem in 25. avgustom 2023.  

## Pregled sezon
| Sezona | Sezona                | Epizode | Začetek sezone     | Konec sezone   |
| ------ | --------------------- | ------- | ------------------ | -------------- |
|        | 1. sezona Ceca i deca | 40      | 7. oktober 2022    | 30. junij 2023 |
|        | 2. sezona             | 18      | 1. marec 2024      | 5. julij 2024  |
|        | 3. sezona             | 38      | 11. september 2024 | 25. junij 2025 |

### 1. sezona
| Štev. epizode | Naziv epizode                             | Datum predvajanja | Kratka vsebina |
| ------------- | ----------------------------------------- | ----------------- | --- |
| 1. epizoda    | Porodica (Družina)                        | 7. oktober 2022   | Ceca v glasbenem studiu Damirja Handanovića snema novi album. Gledalcem je predstavljen del nove pesmi. Ekipa nato pospremi Ceco z zasebnim letalom na koncert v Bolgarijo. Oddaja se zaključi s posnetki družinske večerje.                                                           |
| 2. epizoda    | Uspeh                                     | 14. oktober 2022  | Ceca prvič pokaže apartma s svojimi oblačili. Ekipa nato pospremi pevko s helikopterjem na koncert v Bosno in Hercegovino. Ob koncu epizode Ceca začne sodelovanje z avtorjem Milošem Roganovićem, ki je že pred leti napisal pesem zanjo, a jo je na koncu posnela Severina Vučković. |
| 3. epizoda    | Kipar (Ciper)                             | 21. oktober 2022  | Ceca se z družino in prijatelji odpravi na krajši dopust na Ciper. V oddaji pokaže svoj vsakdanjik, gledalcem pa razkrije tudi nekaj žalostnih dogodkov iz preteklosti, med drugim tudi to, da je leta 1995 izgubila prvega otroka.                                                    |
| 4. epizoda    | Renoviranje kuće (Prenova hiše)           | 28. oktober 2022  | Ceca v oddaji razkrije, s kakšnimi zdravstvenimi težavami se sooča. V epizodi je predstavljen en športni dan Veljka Ražnatovića. Kot gostja se v epizodi pojavi tudi Cecina dolgoletna prijateljica in pevka Viki Miljković, ki bo skrbela za prenovo Cecine hiše na Cipru.            |
| 5. epizoda    | Rez                                       | 4. november 2022  | Kamere pospremijo Ceco na pot v Turčijo. Pevka razkrije podrobnosti o posegu, ki ga je morala opraviti. Po krajšem okrevanju pevka nastopi na odprtju nove beograjske televizije Blic, gledalcem razkrije tudi anekdoto s koncerta v Kranju.                                           |
| 6. epizoda    | Progonitelj (Zasledovalec)                | 11. november 2022 | Anastasija Ražnatović se pripravlja na glamurozno proslavo Hello magazina. Nato pred kamerami spregovori o svoji poroki. Ceca spregovori o težavah, ki jih je imela z zasledovalci. |
| 7. epizoda    | Jedinstveni (Edinstveni)                  | 18. november 2022 | Ceca v oddaji razkrije, kako v resnici poteka snemanje tekmovalnega šova Zvezde Granda, v katerem je članica strokovne žirije od leta 2021. Obenem predstavi tudi svoje kandidate. |
| 8. epizoda    | Pobeda (Zmaga)                            | 25. november 2022 | Kamere pospremijo Veljka na boksarski veledogodek, na katerem je po zmagi postal šampion Srbije. Prijatelji presenetijo Ceco z večerjo v nekem beograjskem hotelu. Ceca ob koncu oddaje spregovori o svojem ljubezenskem življenju.                                                    |
| 9. epizoda    | Beč (Dunaj)                               | 2. december 2022  | Ceca se s hčerko Anastasijo odpravi v Avstrijo. Kamere zabeležijo dogodke z njunega skupnega koncerta v dunajski dvorani Pyramide. Ceca po nastopu pokaže, kako najraje zapravlja čas v avstrijski prestolnici.                                                                        |
| 10. epizoda   | Odmor (Počitek)                           | 9. december 2022  | Ceca se z vnukom, sestro Lidijo in njenimi otroki odpravi na krajše počitnice na Maldive. V epizodi se pojavi tudi Cecina dolgoletna prijateljica in manekenka Sanja Papić. |
| 11. epizoda   | Raj                                       | 16. december 2022 | Tudi ta epizoda je posvečena Cecinemu dopustu na Maldivih. V epizodi se pojavi pevkin najboljši prijatelj Sreten Radović. |
| 12. epizoda   | Snaga (Moč)                               | 23. december 2022 | Kamere pospremijo Ceco na koncert v sofijsko areno Armeec. Ceca v Bolgariji pripravi tudi rojstnodnevno presenečenje za sestro Lidijo. |
| 13. epizoda   | Slava                                     | 30. december 2022 | Ceca pred kamerami pokaže, kako proslavlja krstno slavo v družinski hiši v Beogradu. Na slavi se pojavijo različne javne osebnosti, od športnikov in glasbenikov do politikov. |
| 14. epizoda   | Novogodišnji specijal (Novoletni special) | 31. december 2022 | V posebni novoletni epizodi Ceca v svoji hiši gosti pevske kolege Daro Bubamaro, Aleksandro Prijović in Aleksandra Cvetkovića. Za gledalce v živo pojejo največje hite srbske narodne glasbe.                                                                                          |
| 15. epizoda   | Čarolija (Čarovnija)                      | 6. januar 2023    | Ceca za vnuka Željka in sestrine otroke pripravi novoletno zabavo. Nato se z družino odpravi na beograjski novoletni sejem. |
| 16. epizoda   | Novogodišnji specijal                     | 13. januar 2023   | Ponovitev posebne novoletne epizode ob vstopu v pravoslavno novo leto. |
| 17. epizoda   | Radost (Veselje)                          | 20. januar 2023   | Veljko pokaže, kako preživlja čas v Titelu. Anastasija spregovori o svojem ljubezenskem življenju in dopustu v Katarju. Ceca se udeleži zasebne premiere nekega filma in spregovori o svojih igralskih izkušnjah, ko je snemala film Nečista krv.                                      |
| 18. epizoda   | Reflektori (Reflektorji)                  | 27. januar 2023   | Kamere pospremijo Anastasijo v glasbeni studio, v katerem najprej posname novi singel nato pa še videospot. |
| 19. epizoda   | Šećer (Sladkor)                           | 3. februar 2023   | Ceca pokaže, kako se znajde v kuhinji. Anastasija s sestro Heleno pripravita posebno sladico za Ceco. |
| 20. epizoda   | Idila                                     | 10. februar 2023  | Ceca predstavi novi hotel, ki ga gradi na srbskem Kopaoniku. Nato se odpravi v glasbeni studio Miloša Vuksanovića, s katerim začne sodelovanje na novem albumu. |
| 21. epizoda   | Prijatelji                                | 17. februar 2023  | Ceca s prijateljema Sretenom in Milošem spregovori o svojem zasebnem življenju, pokojnem možu in sestri Lidiji. Nato na svojem bazenu pripravi zabavo za vnuka Željka. |
| 22. epizoda   | Proba (Vaja)                              | 24. februar 2023  | Ceca v epizodi predstavi člane svoje spremljevalne zasedbe Premoćni. Na koncertni vaji predstavi tudi novi repertoar. |
| 23. epizoda   | Ekipa                                     | 3. marec 2023     | Ceca se s svojo spremljevalno glasbeno zasedbo odpravi na Kopaonik. Po VIP koncertu se ji v hotelu pridružijo tudi člani družine. |
| 24. epizoda   | Relaks (Sprostitev)                       | 10. marec 2023    | Ceca v epizodi pokaže, kako se sprošča po koncertu, ki ga je imela na Kopaoniku. Na krajšem dopustu se ji pridruži tudi sestra z otroki. |
| 25. epizoda   | Rutina                                    | 17. marec 2023    | Ceca v epizodi pokaže, katere kozmetične tretmaje uporablja. V epizodi se pojavi Cecina prijateljica Marijana Mateus. Ob koncu epizode Ceca obišče center za transfuzijo krvi z namenom promocije krvodajalstva.                                                                       |
| 26. epizoda   | Talenti                                   | 24. marec 2023    | Ceca za sestrično Heleno, ki proslavlja 18. rojstni dan, pripravi zabavo. Kamere pospremijo Veljka na nove boks treninge. Ob koncu oddaje se Ceca sreča s tekmovalci šova Zvezde Granda, med katerimi je tudi Slovenka Alina Juhart, kateri podari svoja oblačila.                     |
| 27. epizoda   | Mladost (Mladina)                         | 31. marec 2023    | Ceca spregovori o drugem vnuku, ki se bo rodil aprila letos. Nato gledalcem opiše nekaj najbolj zanimivih anekdot, ki jih je doživela v karieri. |
| 28. epizoda   | Igra                                      | 7. april 2023     | Ceca v epizodi predstavi sodelovanje z glasbenim avtorjem Dadom Glišićem ter razkrije, da je posnela novo pesem. V epizodi se pojavi tudi noseča Bogdana Ražnatović. |
| 29. epizoda   | Iščekivanje (Pričakovanje)                | 14. april 2023    | Ceca z vnukom Željkom obišče beograjski živalski vrt. Nato se odpravi na ogled predstave Vesele punce. Bogdana Ražnatović opravi zadnje obveznosti pred porodom. |
| 30. epizoda   | Emocija (Čustvo)                          | 21. april 2023    | Cecina sestrična Helena proslavi 18. rojstni dan. Ceca ji na zabavi pripravi presenečenje - nastop srbskega glasbenika Yoyagea. |
| 31. epizoda   | Beba (Dojenček)                           | 28. april 2023    | Ceca drugič postane babica, saj Bogdana rodi sina Krstana. Cecina hčerka Anastasija, ki se je preselila v Španijo, razkrije, da je noseča. |
| 32. epizoda   | Snovi (Sanje)                             | 12. maj 2023      | Cecini sodelavci razkrijejo, kako je bilo organizirati pevkine največje koncerte v Beogradu. Razkrijejo tudi ozadje nastanka nekaterih uspešnic. |
| 33. epizoda   | Zvezda                                    | 19. maj 2023      | Kamere pospremijo Ceco na podelitev nagrad, na kateri prejme priznanje za življenjsko delo. Nato s fotografom Milošem Nadaždinom posname nov set fotografij in se odpravi na modno revijo prijatelja Predraga Đuknića.                                                                 |
| 34. epizoda   | Venecija (Benetke)                        | 26. maj 2023      | Celotna epizoda je posvečena Cecinemu obisku Italiji in njenemu koncertu v CMP Areni v mestu Bassano del Grappa. |
| 35. epizoda   | Krštenje (Krst)                           | 2. junij 2023     | Člani družine Ražnatović se zberejo v Beogradu ob krstu Cecinega vnuka Krstana. Nato kamere pospremijo družino na kosilo. Ob koncu oddaje se Ceca odpravi na verski shod. |
| 36. epizoda   | Rođendan (Rojstni dan)                    | 9. junij 2023     | Ceca se pripravlja na veliki koncert v Nišu in finale šova Zvezde Granda. Vnuk Željko v Titlu proslavi rojstni dan. |
| 37. epizoda   | Iznenađenje (Presenečenje)                | 16. junij 2023    | Ceca predstavi avtorje, ki ustvarjajo njen novi glasbeni album. V oddaji razkrije tudi, kako je praznovala 50. rojstni dan. |
| 38. epizoda   | Priprema (Priprava)                       | 23. junij 2023    | Ceca pokaže, kako preživlja dneve brez obveznosti. V epizodi se po daljšem času pojavi tudi Anastasija Ražnatović. |
| 39. epizoda   | Tvrđava (Trdnjava)                        | 30. junij 2023    | Epizoda je posvečena Cecinemu koncertu v Nišu. Pevka za gledalce razkrije, kako se je pripravljala na nastop in kaj je počela po končanem programu. |
| 40. epizoda   | Tvrđava 2 (Trdnjava 2)                    | 30. junij 2023    | V zadnji epizodi prve sezone šova je predvajan drugi del koncerta v Nišu. |

| Štev. oddaje | Gosti oddaje                            |
| ------------ | --------------------------------------- |
| 1. epizoda   | Anastasija Ražnatović                   |
| 2. epizoda   | Svetlana Ražnatović                     |
| 3. epizoda   | Stevan Radivojević in Dušan Lazić       |
| 4. epizoda   | Helena Ocokoljić                        |
| 5. epizoda   | Biljana Spasić in Miloš Nadaždin        |
| 6. epizoda   | Viki Miljković                          |
| 7. epizoda   | Simonida Milojković in Zorica Radulović |
| 8. epizoda   | Marina Visković in Damir Handanović     |
| 9. epizoda   | Goga Grubješić in Dejan Milićević       |
| 10. epizoda  | Đorđe David                             |
| 11. epizoda  | Dara Bubamara                           |
| 12. epizoda  | Romana Panić                            |
| 13. epizoda  | Saša Popović                            |
| 14. epizoda  | Ni bilo oddaje                          |
| 15. epizoda  | Ponovitev najbolj zanimivih gostov      |
| 16. epizoda  | Ivica Dačić                             |
| 17. epizoda  | Aleksandar Cvetković                    |
| 18. epizoda  | Veljko Ražnatović                       |
| 19. epizoda  | Vanja Mijatović                         |
| 20. epizoda  | Nada Topčagić                           |
| 21. epizoda  | Željko Šašić                            |
| 22. epizoda  | Slađa Allegro                           |
| 23. epizoda  | Milica Todorović                        |
| 24. epizoda  | Dušica Jakovljević                      |
| 25. epizoda  | Snežana Đurišić                         |
| 26. epizoda  | Ivana Selakov                           |
| 27. epizoda  | Slobodan Radanović                      |
| 28. epizoda  | Aleksandra Mladenović                   |
| 29. epizoda  | Ponovitev najbolj zanimivih gostov      |
| 30. epizoda  | Katarina Živković                       |
| 31. epizoda  | Ivana Peters                            |
| 32. epizoda  | Katarina Grujić                         |
| 33. epizoda  | Tijana Dapčević                         |
| 34. epizoda  | Zorana Pavić                            |
| 35. epizoda  | Biljana Tipsarević                      |
| 36. epizoda  | Aleksandra Bursać                       |
| 37. epizoda  | Sanja Marinković                        |
| 38. epizoda  | Jelena Gavrilović                       |

Televizija Blic je v začetku januarja 2023 začela objavljati oddaje na portalu YouTube. 

### 2. sezona
| Štev. epizode | Datum predvajanja | Kratka vsebina |
| ------------- | ----------------- | --- |
| 1. epizoda    | 1. marec 2024     | Ceca se v prvi oddaji druge sezone predstavi kot voditeljica šova. V oddaji nastopita gosta folk pevka Aleksandra Prijović in pop pevec Saša Kovačević.    |
| 2. epizoda    | 8. marec 2024     | V drugi epizodi nastopi predstavnica Srbije na Evroviziji 2024, Teya Dora ter glasbenika Anđela Ignjatović Breskvica in Dušan Kurtić.                      |
| 3. epizoda    | 15. marec 2024    | V tretji epizodi Ceca v goste povabi folk pevko Milico Todorović in glasbenika Aca Pejovića.                                                               |
| 4. epizoda    | 22. marec 2024    | V četrti epizodi Ceca v goste povabi pop pevko Goco Tržan in igralca Milana Kalinića.                                                                      |
| 5. epizoda    | 29. marec 2024    | Ceca v goste povabi igralca Ivana Bosiljčića in Jeleno Gavrilović.                                                                                         |
| 6. epizoda    | 5. april 2024     | Ceca v šesti epizodi gosti pevko Ano Kokić in igralca Viktorja Savića in Baneta Tomaševića.                                                                |
| 7. epizoda    | 12. april 2024    | Ceca v oddajo povabi pevke Zorano Pavić, Tijano Dapčević in Ivano Peters.                                                                                  |
| 8. epizoda    | 19. april 2024    | Ceca v osmi epizodi gosti bosanskega folk pevca Harisa Džinovića in Slavico Ćukteraš.                                                                      |
| 9. epizoda    | 26. april 2024    | Ceca v oddajo povabi Majo Berović in Saša Matića. |
| 10. epizoda   | 10. maj 2024      | Ceca v deseti epizodi gosti srbsko pevko Daro Bubamaro in glasbenika Bojana Vaskovića.                                                                     |
| 11. epizoda   | 17. maj 2024      | Ceca v oddajo povabi pevki Barbaro Bobak in Edito Aradinović ter svojo tekmovalko iz šova Zvezde Granda - Šejlo Zonić.                                     |
| 12. epizoda   | 24. maj 2024      | Ceca v dvanajsti epizodi gosti srbsko pevko Teo Tairović in glasbenika Mihajla Veruovića Voyagea.                                                          |
| 13. epizoda   | 31. maj 2024      | Ceca v oddajo povabi pevko Jeleno Tomašević in igralko Dragano Mićalovi ter svojega tekmovalca iz šova Zvezde Granda - Dina Suljića.                       |
| 14. epizoda   | 7. junij 2024     | Ceca v štirinajsti epizodi gosti direktorja založbe Grand in glavnega urednika tekmovalskega šova Zvezde Granda, Saša Popovića ter pevko Suzano Jovanović. |
| 15. epizoda   | 14. junij 2024    | Ceca v oddajo povabi pop pevca Željka Joksimovića, s katerim prvič v živo zapojeta duet Više od sreće .                                                    |
| 16. epizoda   | 21. junij 2024    | Ceca v šestnajsti epizodi gosti bosanskega folk pevca Halida Muslimovića in pop pevko Kayo Ostojić.                                                        |
| 17. epizoda   | 28. junij 2024    | Ceca v oddajo povabi pevki Andreano Čekić in Katarino Grujić ter glasbenika Uroša Živkovića.                                                               |
| 18. epizoda   | 5. julij 2024     | Ceca v osemnajsti epizodi gosti pop pevko Sanjo Vučić in reperja Nuccija.                                                                                  |

### 3. sezona
| Štev. epizode | Datum predvajanja  | Kratka vsebina |
| ------------- | ------------------ | --- |
| 1. epizoda    | 11. september 2024 | Ceca je v prvi oddaji tretje sezone gostila pevki Milico Pavlović in Šejlo Zonjić ter glasbenika Dejana Petrovića in njegovo zasedbo Big Band. |
| 2. epizoda    | 18. september 2024 | Ceca je v drugi oddaji gostila člane srbske glasbene zasedbe Tap 011 ter pevko Teo Tairović.                                                   |
| 3. epizoda    | 25. september 2024 | Ceca je v tretji oddaji gostila pevko Radmilo Manojlović, pevca Darka Lazića in njegovo ženo Katarino.                                         |
| 4. epizoda    | 2. oktober 2024    | Ceca je v četrti oddaji gostila glasbeno skupino Đogani ter pevko Aleksandro Mladenović.                                                       |
| 5. epizoda    | 9. oktober 2024    | Ceca je v peti oddaji gostila pevko Zorico Brunclik in skladatelja Miroljuba Kemiša.                                                           |
| 6. epizoda    | 16. oktober 2024   | Ceca je v šesti oddaji gostila pop glasbenice Višnjo Petrović, Marino Visković, Slađo Alegro in Dragomirja Despića Desingerico.                |
| 7. epizoda    | 23. oktober 2024   | Ceca je v sedmi oddaji gostila dolgoletno prijateljico in pevko Viki Miljković ter njenga moža Tašketa.                                        |
| 8. epizoda    | 30. oktober 2024   | Ceca v osmi oddaji gosti pop pevko Romano Panić, folk glasbenika Željka Šašića in Teodoro Džehverović.                                         |
| 9. epizoda    | 6. november 2024   | Glasbeni The best of (1.del) |
| 10. epizoda   | 13. november 2024  | Ceca v deseti oddaji gosti pevca Dragana Kojića Keba in skladatelja Mirka Kodića.                                                              |
| 11. epizoda   | 20. november 2024  | Ceca v enajsti oddaji gosti pevce Vanjo Mijatović, Milana Mitrovića, Ano Sević in Marino Visković.                                             |
| 12. epizoda   | 27. november 2024  | Ceca v dvanajsti oddaji gosti pevki Ildo Šaulić in Aleksandro Radović.                                                                         |
| 13. epizoda   | 4. december 2024   | Ceca v trinajsti epizodi gosti pevki Marijo Šerifović in Jovano Pajić.                                                                         |
| 14. epizoda   | 11. december 2024  | Ceca v štirinajsti epizodi gosti pevki Gogo Sekulić, Ivano Selakov ter Stevana Anđelkovića in Saša Tropica.                                    |
| 15. epizoda   | 18. december 2024  | Ceca v petnajsti epizodi gosti Petra Mitića, Ivano Pavković, Marijo Mikić in Angellino.                                                        |
| 16. epizoda   | 25. december 2024  | Ceca v šestnajsti epizodi gosti Joca Stefanovića, Danijela Alibabića, Natašo Kovačević in Zorano Mićanović.                                    |
| 17. epizoda   | 31. december 2024  | Ceca v posebni novoletni epizodi gosti Elmo Sinanović, Sanjo Maletić, Mayo Berović in Sanjo Vučić.                                             |
| 18. epizoda   | 1. januar 2025     | Glasbeni The best of (2.del) |
| 19. epizoda   | 29. januar 2025    | Ceca je v 19. epizodi gostila Katarino Živković, Mileta Kitića in bolgarskega zvezdnika Azisa.                                                 |
| 20. epizoda   | 5. februar 2025    | Ceca je v 20. epizodi gostila Oljo Karleuša, Mio Borisavljević, Branislava Mojićevića in Željka Vasića.                                        |
| 21. epizoda   | 12. februar 2025   | Ceca v 21. epizodi gosti pevko Tamaro Milutinović, Milico Jokić, Đorđa Davida in glasbenika Aleksandra Sofronijevića.                          |
| 22. epizoda   | 19. februar 2025   | Ceca je v 22. epizodi gostila pevki Nadico Ademov in Majo Marijano ter Peđa Jovanovića.                                                        |
| 23. epizoda   | 26. februar 2025   | Ceca je v 23. epizodi gostila pevke Dragico Radosavljević Cakano, Goco Lazarević in Tijano Milentijević.                                       |
| 24. epizoda   | 12. marec 2025     | Ceca je v 24. epizodi gostila folk glasbenike Bobana Rajovića, Tijano Bogićević, Nikolino Kovač in Saša Kaporja.                               |
| 25. epizoda   | 19. marec 2025     | Ceca je v 25. epizodi gostila pop pevko Ano Nikolić.                                                                                           |
| 26. epizoda   | 26. marec 2025     | Ceca je v 26. epizodi gostila folk pevko Nado Obrić, Nemanja Nikolića, Aleksandro Bursać in Stevana Sekulića.                                  |
| 27. epizoda   | 2. april 2025      | Ceca v 27. epizodi gosti Natalijo in Sanija iz glasbene zasedbe Trik Fx, pevca Ivana Gavrilovića ter glasbenika Dača.                          |
| 28. epizoda   | 16. april 2025     | Ceca v 28. epizodi gosti pevke Jovano Tipšin, Gabrijelo Pejčev in Indiro Aradinović Indy.                                                      |
| 29. epizoda   | 23. april 2025     | Ceca v 29. epizodi gosti glasbenike Sloba Vasića, Uroša Živkovića in Sandro Afriko.                                                            |
| 30. epizoda   | 30. april 2025     | Ceca v 30. epizodi gosti pevko Mino Kostić ter glasbenika Nemanja Stevanovića in Gorana Gluhanovića iz zasedbe Ok bend.                        |
| 31. epizoda   | 7. maj 2025        | Ceca je v 31. epizodi gostila pevki Sandro Rešić in Jeleno Kostov ter Dejana Matića.                                                           |
| 32. epizoda   | 14. maj 2025       | Ceca je v 32. oddaji gostila Barbaro Bobak, Radiša Uroševića in Ljuba Perućica.                                                                |
| 33. epizoda   | 21. maj 2025       | Ceca je v 33. oddaji gostila pevki Mileno Ćeranić in Ildo Šaulić ter glasbenika Miloša Vuksanovića in Bojana Vaskovića.                        |
| 34. epizoda   | 28. maj 2025       | Ceca je v 34. epizodi gostila pevko Seko Aleksić.                                                                                              |
| 35. epizoda   | 4. junij 2025      | Ceca je v 35. oddaji gostila pevko Daro Bubamaro.                                                                                              |
| 36. epizoda   | 11. junij 2025     | Ceca je v 36. epizodi gostila pevki Nado Topčagić in Radmilo Manojlović.                                                                       |
| 37. epizoda   | 18. junij 2025     | Ceca je v 37. epizodi gostila Aleksandro Mladenović, Radeta Lackovića, Jovana Lackovića, Tino Ivanović in Borka Radiojevića.                   |
| 38. epizoda   | 25. junij 2025     | Ceca je v 38. epizodi gostila Emo Radujko, Nadico Ademov, Tamaro Milutinović in Slobodana Batjarevića.                                         |

## Gledanost
Televizija Blic vsako oddajo trikrat predvaja. Ponovitve so ob sobotah zjutraj in popoldne in ob sredah dopoldne.  Kot so poročali, oddajo predvajajo večkrat zaradi velike gledanosti.  
Prva epizoda prve sezone je bila najbolj gledana oddaja na komercialnih televizijah v Srbiji. 

## Kritike
Srbski filmski in televizijski portal Filmitv je oddaji podal najvišjo oceno 10. Pohvalili so vsebino oddaje, informacije, ki jih ponuja in produkcijo. Hkrati so močno kritizirali pomanjkljivo promocijo šova, saj menijo, da je nedopustno, da takšna oddaja nima uradne spletne strani ali YouTube kanala. 
Dragan Ilić, kolumnist srbskega političnega časopisa Vreme je povzel prvi dve epizodi Cecinega šova. Zaključil je, da gre za oddajo z vrhunsko produkcijo, a da je celoten projekt le en (PR-ovski) pogled na pevko in njeno kariero. To je podprl z dejstvom, da je direktor televizije Blic obenem tudi Cecin najboljši prijatelj.